# Molnár Ákos (ügyvéd)
Molnár Ákos (Székelyhíd, 1868. június 11. – Budapest, 1922. május 8.) ügyvéd és országgyűlési képviselő, lapszerkesztő.

## Élete
Molnár Mihály és Kerekes Janka fia. Középiskolai tanulmányait Nagyváradon és a német nyelv elsajátítása végett Iglón, a jogot 1886-1889-ben Nagyváradon, Budapesten és Grazban végezte. Azután egy ideig Budapesten mint ügyvédjelölt több ügyvédi irodában dolgozott, majd Csíkszeredára ment, hogy a Székelyföld viszonyait tanulmányozhassa és ott unokabátyjának, Molnár József országgyűlési képviselőnek irodájában folytatta joggyakorlatát. Az itt töltött négy év alatt vezérszerepe volt a csíki társadalmi életben; kaszinók és egyletek alapítása, a jótékonyság előmozdítása által jelentékenyen föllendítette a társadalmi életet. Budapestre visszatérve, letette az ügyvédi vizsgát és itt nyitott irodát is. Különösen ipari érdekek védelmével foglalkozott, mint az iparoskör ügyésze. Előbb időközi választáson Nemesócsán lépett fel függetlenségi programmal, de egy szavazattal kisebbségben maradt. Az 1901. évi általános választáson szülőhelye választotta meg. A Függetlenségi és Negyvennyolcas Párt jegyzője volt. 
Neje Kuntscher Józsa volt.
Főmunkatársa volt a Csíki Lapoknak.

## Munkája
- Homokszemek. Budapest. 1894. (12 elbeszélés és rajz).